# Bulbophyllum graciliscapum
Bulbophyllum graciliscapum är en orkidéart som beskrevs av Rudolf Schlechter. Bulbophyllum graciliscapum ingår i släktet Bulbophyllum och familjen orkidéer. Inga underarter finns listade i Catalogue of Life.